# Rolf Große

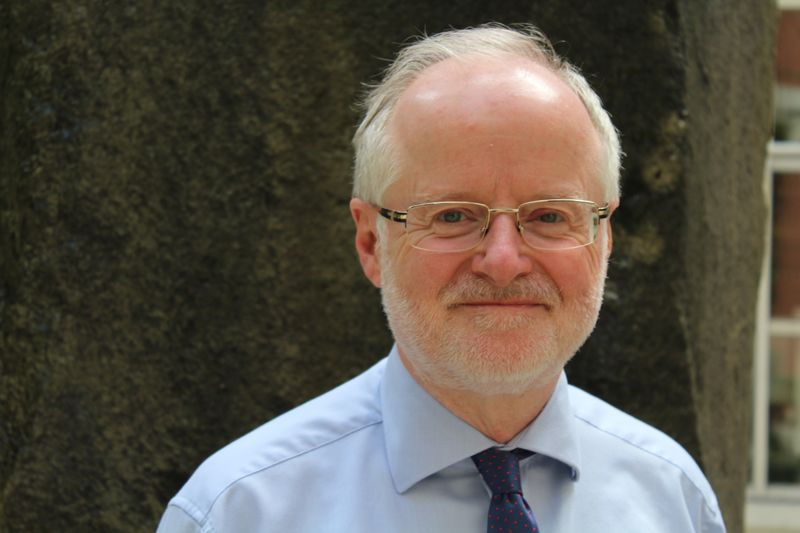
Rolf Große

Rolf Große (* 13. März 1958 in Bardenberg) ist ein deutscher Historiker.
Rolf Große legte das Abitur am Kaiser-Karls-Gymnasium in Aachen ab. Er studierte Geschichte, Lateinische Philologie und Historische Hilfswissenschaften an der Universität zu Köln. Große wurde 1984 bei Odilo Engels an der Universität zu Köln promoviert. Dort war er von 1984 bis 1987 wissenschaftlicher Mitarbeiter. Ab 1987 war er wissenschaftlicher Mitarbeiter am Deutschen Historischen Institut Paris (DHIP). Im Jahr 2001 erfolgte seine Habilitation an der Universität Heidelberg und die Erteilung der Venia legendi für Mittelalterliche Geschichte und Historische Hilfswissenschaften. Seit 2007 ist er außerplanmäßiger Professor an der Universität Heidelberg. Große war am DHIP Leiter der Abteilung Mittelalter, der Gallia Pontificia sowie der Redaktionen Francia und Francia-Recensio. Seit dem 1. April 2024 ist er im Ruhestand und weiterhin Leiter der Gallia Pontificia. Große ist korrespondierendes Mitglied der Zentraldirektion der Monumenta Germaniae Historica (seit 2009) und korrespondierendes Ehrenmitglied der Société nationale des antiquaires de France (seit 2011).
Seine Forschungsschwerpunkte sind das kapetingische Frankreich, Abt Suger von Saint-Denis sowie die Diplomatik der älteren Papsturkunde. In seiner Dissertation befasste er sich mit dem Bistum Utrecht und dessen Bischöfen im 10. und frühen 11. Jahrhundert. Im Gegensatz zu der in der Forschung vertretenen Auffassung vom engen Zusammenwirken des Bistums mit den Ottonen kommt Große zu dem Ergebnis, dass die Utrechter Bischöfe „im 10. und frühen 11. Jahrhundert keineswegs zuverlässige Stützen des Herrschers waren“; sie hätten vielmehr „aufgrund ihres Selbstverständnisses auf seiten der Opposition“ gestanden. In seinen Arbeiten zur französischen Geschichte im 11. und 12. Jahrhundert revidiert er das Bild eines schwachen Königtums. Er unterstreicht vielmehr die Fähigkeit der frühen Kapetinger, integrierend zu wirken und im Bündnis mit dem Papsttum zum maßgeblichen Faktor in Europa aufzusteigen. Seine Studien zu Abt Suger von Saint-Denis gelangen zu dem Ergebnis, dass zahlreiche Erfolge, derer Suger sich in seinen Schriften rühmt, in Wirklichkeit seinem Vorgänger Adam zuzuschreiben sind. Sugers Leistung sei folglich stark zu relativieren.
Große bearbeitete für den neunten Band in der neuen Folge der Papsturkunden in Frankreich das Urkunden- und Briefmaterial der alten Königsabtei Saint-Denis. Aus dieser Forschungsarbeit ging auch seine Habilitationsschrift hervor, die sich mit der Geschichte von Saint-Denis im 11. und frühen 12. Jahrhundert befasst. Er war 2004 Herausgeber eines Sammelbandes, der die Beiträge eines am 7. Oktober 2002 im Deutschen Historischen Institut Paris abgehaltenen Kolloquiums zu Suger von Saint-Denis, seinem Kloster und dessen Umfeld bündelt. Für die Gallia Pontificia konzipierte er eine digitale Plattform, Gallia Pontificia online (GPO). Anlässlich ihrer Freischaltung fand im Juni 2023 am Deutschen Historischen Institut Paris eine von ihm und Olivier Guyotjeannin veranstaltete internationale Tagung zu digitalen Editionen statt. Gemeinsam mit Olivier Guyotjeannin und Laurent Morelle ist er Herausgeber eines 2024 erschienenen Tagungsbandes, der den Quellenwert der früh- und hochmittelalterlichen Papsturkunden unterstreicht und ihre digitale Erschließung thematisiert.
Anlässlich des 1200. Todestags Karls des Großen fand im März 2014 unter der Leitung von Große eine internationale Tagung zum Thema „Charlemagne. Les temps, les espaces, les hommes. Construction et déconstruction d’un règne“ am Deutschen Historischen Institut in Paris statt. Der Sammelband mit knapp 30 Beiträgen wurde 2018 von Große und Michel Sot herausgegeben.

## Schriften
Monografien
- Das Bistum Utrecht und seine Bischöfe im 10. und frühen 11. Jahrhundert (= Kölner historische Abhandlungen. Bd. 33). Böhlau, Köln u. a. 1987, ISBN 3-412-03086-4 (Dissertation, Universität Köln, 1984).
- Saint-Denis zwischen Adel und König. Die Zeit vor Suger (1053–1122) (= Beihefte der Francia. Nr. 57). Thorbecke, Stuttgart 2002, ISBN 3-7995-7451-4 (Habilitationsschrift, Universität Heidelberg, 2001; online).
- Vom Frankenreich zu den Ursprüngen der Nationalstaaten. 800–1214 (= Deutsch-französische Geschichte. Bd. 1). Wissenschaftliche Buchgesellschaft, Darmstadt 2005, ISBN 3-534-14699-9. In französischer Übersetzung: Du royaume franc aux origines de la France et de l’Allemagne. 800–1214 (= Histoire franco-allemande. Bd. 1). Presses Universitaires du Septentrion, Villeneuve d’Ascq 2014, ISBN 978-2-7574-0677-9.

Editionen
- Papsturkunden in Frankreich. Neue Folge, Band 9: Diözese Paris. Teil 2: Abtei Saint-Denis (= Abhandlungen der Akademie der Wissenschaften in Göttingen. Philologisch-Historische Klasse. Folge 3, Nr. 225). Vandenhoeck & Ruprecht, Göttingen 1998, ISBN 3-525-82470-X.
- Gallia Pontificia online. Reims I: Erzbischöfe, bearbeitet von Ludwig Falkenstein. Digitale Edition bearbeitet von Robert Friedrich und Sebastian Gensicke unter Leitung von Rolf Große, Paris 2023 (online).

Herausgeberschaften
- Suger en question. Regards croisés sur Saint-Denis (= Pariser historische Studien. Bd. 68). Oldenbourg, München 2004, ISBN 3-486-56833-7 (online).
- mit Olivier Guyotjeannin, Laurent Morelle: Les actes pontificaux. Un trésor à exploiter (= Abhandlungen der Niedersächsischen Akademie der Wissenschaften zu Göttingen. Neue Folge 55). Universitätsverlag Göttingen, Göttingen 2024, ISBN 978-3-86395-611-0 (online).
- mit Rainer Babel: Das Deutsche Historische Institut Paris. 1958–2008. = L’Institut Historique Allemand. Thorbecke, Ostfildern 2008, ISBN 978-3-7995-7296-5 (online).
- mit Michel Sot: Charlemagne. Les temps, les espaces, les hommes. Construction et déconstruction d’un règne (= Collection Haut Moyen Age. Bd. 34). Brepols Turnhout 2018, ISBN 978-2-503-57797-5.
- mit Dominique Barthélemy: Allemagne et France au cœur du Moyen Âge. Passés composés, Paris 2020, ISBN 978-2-3793-3231-9.